# 境宿
境宿（さかいしゅく、さかいじゅく）は、江戸時代の日光東街道（関宿通多功道）における下総国の宿場。現在の茨城県猿島郡境町にあった。
日光東街道の起点となる水戸街道小金宿・我孫子宿間の追分から数えて4番目の宿場である。

## 歴史
戦国期、結城と関宿を結ぶ街道の常陸川（いまの利根川下流）渡し場として境河岸がはじまり、さらに江戸期には、鬼怒川・利根川・江戸川を経由した奥州・江戸間水運の重要拠点となって、日光東街道の宿場としても整備された。正保城絵図 （17世紀半ば）には、関宿城北東に境町が描かれており、関宿藩関宿城の城下町の一部にもなっていたことが分かる。

## 町の概要
天明4年（1784年）には、茶屋と旅籠があわせて21件、安政2年（1855年）には、茶屋2件と旅籠9件あった。安政2年には、境河岸としての戸数が 349、人口が 1,648であった。本陣・脇本陣は町内に2軒あった河岸問屋（青木兵庫家、小松原五右衛門家）が兼帯していた。

## 寺社
- 香取神社: 境町宮本町にある。創祀年は不明だが、豊臣秀吉の天下統一以前と言い伝わる。祭神は経津主神。相殿の八幡宮は、戦国期の古河公方・足利晴氏が関宿城に在したとき、太刀を添えて合祀したものと伝わる。旧村社。[7]
- 吉祥院 : 真言宗豊山派。境町新吉町にある。亀形山延命寺吉祥院と号する。寺伝によると、開創は興国4年（1343年）、義道和尚が地蔵屋敷と呼ばれるところに建てた一宇の堂。寛文4年（1664年）より現在地。猿島坂東観音の第三番札所。[7]

## 助郷の村々
各宿場町では、参勤交代や公用の人や物を運ぶために人馬を常備する必要があったが、これを助けるために近隣の村々が助郷に指定された。例えば、将軍の日光社参では、将軍自身は日光東街道を通らなかったが、諸大名や幕府役人の宿泊に対応するため、境宿でも多くの村々が助郷に指定されている。 享保期の社参時は近隣21カ村、および、天保14年（1843年）には相馬郡6カ村、岡田郡7カ村、豊田郡3カ村、葛飾郡5カ村、真壁郡4カ村の計25カ村から、数千の人足と馬が集められた。

## 隣の宿場
関宿宿 - 境宿 - 谷貝宿